# Desinformação na pandemia de COVID-19
Após o surto inicial da doença de coronavírus 2019 (COVID-19), teorias da conspiração, informação falsa e desinformação surgiram virtualmente especulando a origem, escala, prevenção, tratamento e vários outros aspectos da doença.
Desinformação e informações falsas foram disseminadas pelas mídias sociais, mensagens de texto e pelas mídias estatais [en] russa e chinesa. Alguns alegaram que o vírus era uma arma biológica com uma vacina patenteada, um esquema de controle populacional ou o resultado de uma operação de espionagem.
Informações médicas falsas sobre maneiras de prevenir, tratar e autodiagnosticar a COVID-19 também circularam desenfreadamente nas mídias sociais. A Organização Mundial da Saúde declarou uma "infodemia" de informações incorretas sobre o vírus, o que representa riscos para a saúde global.

## Teorias da conspiração

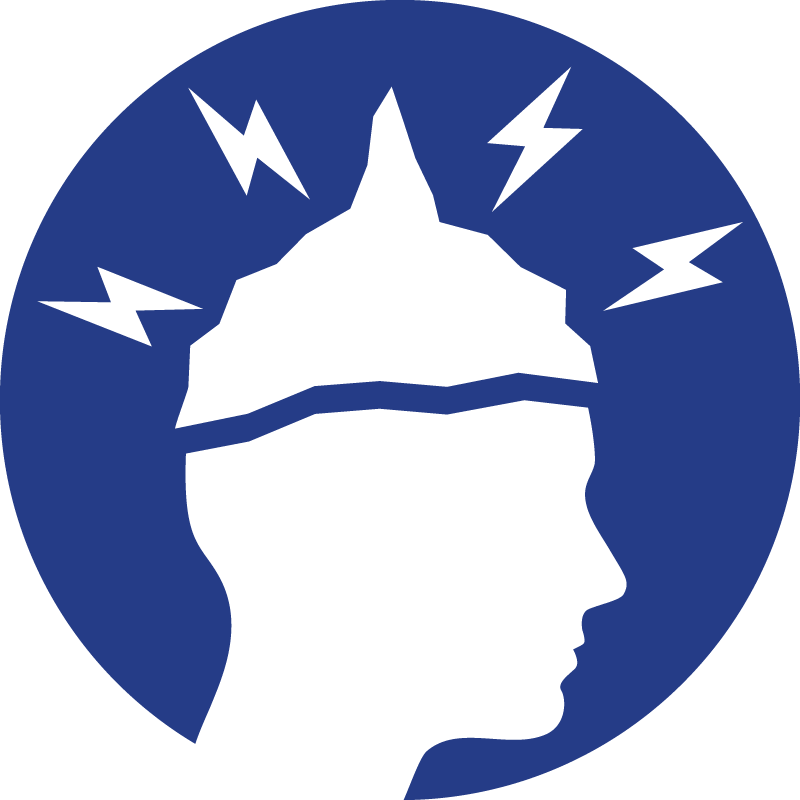
Ícone das teorias da conspiração

### Mercado de Wuhan
Um documento de fevereiro de 2020, erroneamente descrito por vários meios de comunicação como um "estudo científico" fornece a evidência supostamente baseada na ciência de um vírus escapando de um laboratório. Este artigo, como é, apenas destaca a distância entre o mercado de frutos do mar e os laboratórios e alegou falsamente ter identificado casos em que agentes virais haviam escapado dos laboratórios biológicos de Wuhan no passado. Com esses dois elementos, metade deles factuais, os autores chegaram à conclusão abrangente de que "alguém estava envolvido com a evolução do coronavírus 2019-nCoV" e "o coronavírus assassino provavelmente se originou de um laboratório em Wuhan". Embora os vírus da SARS tenham escapado de um laboratório de Pequim em pelo menos quatro ocasiões, esse evento não foi documentado em Wuhan. O documento também afirma, sem evidências, que os resíduos infecciosos do Centro de pesquisa de Wuhan para Controle e Prevenção de Doenças foram jogados fora do laboratório mais perto do mercado como lixo comum.  Em resumo, este artigo - que foi publicado pela primeira vez e posteriormente excluído do site de redes sociais acadêmicas ResearchGate - acrescenta nada além de informações erradas ao debate sobre as origens do novo coronavírus e não é um estudo científico real.

### Genes relacionados ao HIV
Outra linha de raciocínio pseudocientífico diz respeito a alegações de que o vírus é construído com perfeição demais para infectar seres humanos e ser um vírus de origem natural. Um grande ponto de discussão nesse espaço decorre de um artigo que mais tarde foi retirado pelos próprios autores. Em 2 de fevereiro, uma equipe de pesquisadores indianos divulgou uma pré-impressão não revisada por pares de um artigo afirmando ter encontrado semelhanças "estranhas" entre estruturas de aminoácidos no SARS-CoV-2 e HIV. "É improvável que a descoberta", argumentaram eles, "seja de natureza incidental", aparentemente implicando um nível de engenharia humana por trás do vírus.  O artigo foi rapidamente retirado pelos autores, de acordo com o STAT News, com comentaristas notando os métodos apressados do estudo e provável conclusão coincidente, se não totalmente incorreta. Um artigo de 14 de fevereiro, este revisado por pares, “não demonstrou evidências de que as seqüências dessas quatro inserções sejam específicas para o HIV-1 ou que os vírus [SARS-CoV-2] obtenham essas inserções do HIV-1”. Um especialista em doenças infecciosas publicou sobre as origens do SARS-CoV-2, concluindo que "as chamadas sequências de HIV são muito curtas - nada mais que chance aleatória".

### Vírus "quimera" criado a partir de HIV, gripe e SARS
Após a retirada e refutação do documento sobre HIV mencionado acima - Joseph Mercola, um guru da medicina alternativa, publicou uma “entrevista com especialistas” com Francis Boyle, advogado sem treinamento formal em virologia. Essa entrevista conseguiu mesclar todas as falsas alegações científicas descritas anteriormente em uma narrativa que foi amplamente compartilhada online. Naquela entrevista, Boyle afirmou:
O vírus COVID-19 é uma quimera. Inclui o SARS, um coronavírus já armado, juntamente com material genético do HIV e possivelmente vírus da gripe.
O conhecimento de Boyle, afirmou nesta entrevista, não vem de ter trabalhado para o governo dos EUA, de ter qualquer tipo de autorização de segurança ou de ter "acesso a qualquer tipo de informação secreta". Não está claro, então, que experiência ele está fundamentando a alegação falsa de que "a única razão para essas instalações do BSL-4 ... é a pesquisa, desenvolvimento, teste e armazenamento de armas biológicas ofensivas".
Ele acrescentou que conhece "muitos cientistas americanos que colaboram com o Instituto Wuhan de Virologia" e que "não possui capacidade ofensiva de desenvolvimento de armas biológicas".
Um professor de epidemiologia, Matt Koci, disse que "a ideia de que os laboratórios de nível 4 servem apenas para armar patógenos [e] que as pessoas vão encontrar doenças e depois as armam ... não faz sentido".

## Falsas medidas preventivas
Entre as supostas medidas preventivas contra o COVID-19 difundidas sem comprovação científica se incluem:
- vacinas contra a pneumonia, como a antipneumocócica ou a Hib[24]
- lavar o nariz com solução salina;[24]
- comer alho;[24]
- antibióticos;[24]
- climas adversos, tanto quentes como frios;[24]
- esterilização das mãos com secadores ou lâmpadas ultravioleta;[24]
- espalhar álcool ou cloro pelo corpo.[24]
- mistura contendo anfetaminas, cocaína e nicotina, vendida da darkweb por 300 dólares, apresentada como vacina contra COVID-19;[25]
- cocaína, ao contrário de tweets alegando o contrário espalhados na Europa e na África;[26][27][28]
- Cannabis;[29]
- a droga loló, ao contrário de mensagens espalhadas pelo Brasil;[30]
- ozonioterapia retal.[31][32][33]

## Esforços para combater a desinformação
Em 2 de fevereiro, a Organização Mundial da Saúde (OMS) descreveu uma "infodemia maciça", citando a abundância excessiva de informações relatadas, precisas e falsas, sobre o vírus que "dificulta que as pessoas encontrem fontes confiáveis e orientações confiáveis quando precisam disso." A OMS declarou que a alta demanda por informações oportunas e confiáveis incentivou a criação de uma linha direta de funcionamento ininterrupto, na qual as equipes de comunicação e mídia social da organização monitoram e respondem a desinformação por meio de seu site e páginas de mídia social. A OMS desmascarou especificamente como falsas algumas alegações que circularam nas mídias sociais, incluindo a de que uma pessoa pode dizer se está com o vírus ou não simplesmente prendendo a respiração, a de que beber muita água protegerá contra o vírus, e também a de que gargarejos de água salgada de evitam a infecção.
Facebook, Twitter e Google afirmaram que estavam trabalhando com a OMS para resolver "desinformação". Em um post de blog, o Facebook afirmou que removeria o conteúdo sinalizado pelas principais organizações globais de saúde e autoridades locais que violarem sua política de conteúdo sobre informações incorretas que levam a "danos físicos". O Facebook também está dando publicidade gratuita à OMS.
No final de fevereiro a Amazon removeu mais de um milhão de produtos que alegavam poder curar ou proteger contra o coronavírus e removeu dezenas de milhares de listagens de produtos de saúde com preços abusivos.
As autoridades de Taiwan acusaram os trols de internet ligados ao Partido dos 50 Centavos de espalhar desinformação online para semear o medo e o pânico entre a população de Taiwan. Circularam também na China várias teorias da conspiração que alegavam que a COVID-19 seria uma criação da CIA para prejudicar a China. Em 26 de janeiro, a agência de notícias do exército da China publicou um artigo alegando que o vírus tinha sido criado artificialmente pelos Estados Unidos de forma a atingir a população chinesa. Zhao Lijian, porta-voz do Ministério dos Negócios Estrangeiros da China, publicou um tweet em março que alegava que a doença tinha sido introduzida por membros do exército norte-americano que tinham visitado Wuhan em outubro de 2019. Em 22 de fevereiro, as autoridades norte-americanas afirmaram ter descoberto várias contas em redes sociais ligadas à Rússia que deliberadamente promoviam diversas teorias da conspiração antiamericanas que alegavam que o vírus faria parte de uma "guerra económica" com a China, o que foi negado pela Rússia. O conselheiro económico de Trump Larry Kudlow e vários membros do Congresso dos Estados Unidos têm sido acusados de espalhar desinformação sobre o vírus.
O clérigo iraniano Seyyed Mohammad Saeedi acusou Trump de atingir a cidade de Qom com coronavírus como forma de cumprir a sua promessa de retaliação contra os sítios culturais do Irão. O investigador iraniano Ali Akbar Raefipour alegou que o coronavírus seria parte de um programa de "guerra híbrida" promovido pelos Estados Unidos contra o Irão e a China. A Press TV iraniana alegou que elementos "sionistas tinham desenvolvido uma estirpe mais mortífera de coronavírus contra o Irão. De acordo com o Middle East Media Research Institute, vários escritores nos meios de comunicação árabes têm promovido a teoria da conspiração de que a COVID-19 teria sido deliberadamente criada e disseminada pelos Estados Unidos como parte de uma guerra psicológica e económica por parte dos EUA contra a China, como forma de enfraquecê-la e apresentá-la como um país atrasado e fonte de doenças.
Numa atitude que vários analistas consideram propaganda do Estado para desviar as responsabilidades pela má gestão da epidemia, alguns oficiais chineses, incluindo um porta-voz do ministério dos negócios estrangeiros e a agência de notícias estatal, protestaram contra uma alegada "politização" do surto por vários países. Possivelmente motivados por uma conferência de imprensa de 27 de fevereiro em que Zhong Nanshan,dado um perito destacado, afirmou que "o coronavírus apareceu primeiro na China, mas pode não ter tido origem na China", vários oficiais têm feito eco da alegação de Xinhua de que "A OMS tem afirmado várias vezes de que a COVID-19 é um fenómeno global cuja origem ainda não foi determinada".